# Pjesma Eurovizije 2001.
Eurovizija 2001. je bila 46. natjecanje za Pjesmu Eurovizije. Održala se 12. svibnja 2001. na Parken Stadionu, Kopenhagen, Danska. Voditelji su bili Natasja Crone Back i Søren Pilmark. Pobijedili su Tanel Padar, Dave Benton i 2XL koji su predstavljali Estoniju s pjesmom "Everybody". Prije natjecanja su na Parken stadionu izradili krov.  Bilo je to prvi put u 36 godina, da je Danska domaćin Eurovizije, zahvaljujući Olsen Brothersima koji su pobijedili prethodne godine u Stockholmu. 

## Struktura glasovanja
Većina zemalja sudionica održala je televoting. Ove godine je EBU prvi put predstavio mix   (50% televoting i 50% žiri) za one zemlje koje nisu htjele koristiti 100% televoting.  U izuzetnim okolnostima, gdje televoting nije bio moguć bio je samo žiri koji su koristili: Bosna i Hercegovina, Turska i Rusija. Samo nekoliko zemalja su koristile mješoviti izborni sustav: Hrvatska, Grčka i Malta.

## Rezultati
| Broj | Zemlja                 | Jezik               | Pjevač                        | Pjesma                     | Pozicija | Bodovi |
| ---- | ---------------------- | ------------------- | ----------------------------- | -------------------------- | -------- | ------ |
| 1    | Island                 | engleski            | Two Tricky                    | "Angel"                    | 22       | 3      |
| 2    | Ujedinjeno Kraljevstvo | engleski            | Lindsay Dracass               | "No Dream Impossible"      | 15       | 28     |
| 3    | Irska                  | engleski            | Gary O'Shaughnessy            | "Without Your Love"        | 21       | 6      |
| 4    | Grčka                  | engleski            | Antique                       | Die for you                | 3        | 147    |
| 5    | Španjolska             | španjolski          | David_Civera                  | "Dile que la quiero"       | 6        | 76     |
| 6    | Hrvatska               | engleski            | Vanna                         | "Strings of My Heart"      | 10       | 42     |
| 7    | Rusija                 | engleski            | Mumiy Troll                   | "Lady Alpine Blue"         | 12       | 37     |
| 8    | Estonija               | engleski            | Tanel Padar, Dave Benton, 2XL | "Everybody"                | 1        | 198    |
| 9    | Nizozemska             | engleski            | Michelle                      | "Out On My Own"            | 18       | 16     |
| 10   | Izrael                 | hebrejski           | Tal Sondak                    | "En Davar"                 | 16       | 25     |
| 11   | Norveška               | engleski            | Haldor Lægreid                | "On My Own"                | 22       | 3      |
| 12   | Švedska                | engleski            | Friends                       | "Listen To Your Heartbeat" | 5        | 100    |
| 13   | Poljska                | engleski            | Piasek                        | "2 Long"                   | 20       | 11     |
| 14   | Danska                 | engleski            | Rollo & King                  | "Never Ever Let You Go"    | 2        | 177    |
| 15   | Bosna i Hercegovina    | bošnjački, engleski | Nino Pršeš                    | "Hano"                     | 14       | 29     |
| 16   | Belgija                | engleski            | Sergio & The Ladies           | Sister                     | 13       | 33     |
| 17   | Francuska              | francuski           | Sandrine François             | Il faut du temps           | 5        | 104    |
| 18   | Portugal               | portugalski         | MTM                           | "Só sei ser feliz assim"   | 17       | 18     |
| 19   | Turska                 | turski, engleski    | Sedat Yüce                    | "Sevgiliye Son"            | 11       | 41     |
| 20   | Malta                  | engleski            | Fabrizio Faniello             | "Another Summer Night"     | 9        | 48     |
| 21   | Slovenija              | engleski            | Nuša Derenda                  | "Energy"                   | 7        | 70     |
| 22   | Latvija                | engleski            | Arnis Mednis                  | "Too Much"                 | 18       | 16     |
| 23   | Litva                  | engleski, litvanski | SKAMP                         | "You Got Style"            | 13       | 35     |

## Karta
| Pjesma Eurovizije | Pjesma Eurovizije |
| --- | ----------------- |
| |                   |
| 01956. • 1957. • 1958. • 1959. • 1960. 1961. • 1962. • 1963. • 1964. • 1965. • 1966. • 1967. • 1968. • 1969. • 1970. 1971. • 1972. • 1973. • 1974. • 1975. • 1976. • 1977. • 1978. • 1979. • 1980. 1981. • 1982. • 1983. • 1984. • 1985. • 1986. • 1987. • 1988. • 1989. • 1990. 1991. • 1992. • 1993. • 1994. • 1995. • 1996. • 1997. • 1998. • 1999. • 2000. 2001. • 2002. • 2003. • 2004. • 2005. • 2006. • 2007. • 2008. • 2009. • 2010. 2011. • 2012. • 2013. • 2014. • 2015. • 2016. • 2017. • 2018. • 2019. • 2020. 2021. • 2022. • 2023. • 2024. • 2025. |                   |

| Pjesma Eurovizije | Pjesma Eurovizije |
| --- | ----------------- |
| |                   |
| 01956. • 1957. • 1958. • 1959. • 1960. 1961. • 1962. • 1963. • 1964. • 1965. • 1966. • 1967. • 1968. • 1969. • 1970. 1971. • 1972. • 1973. • 1974. • 1975. • 1976. • 1977. • 1978. • 1979. • 1980. 1981. • 1982. • 1983. • 1984. • 1985. • 1986. • 1987. • 1988. • 1989. • 1990. 1991. • 1992. • 1993. • 1994. • 1995. • 1996. • 1997. • 1998. • 1999. • 2000. 2001. • 2002. • 2003. • 2004. • 2005. • 2006. • 2007. • 2008. • 2009. • 2010. 2011. • 2012. • 2013. • 2014. • 2015. • 2016. • 2017. • 2018. • 2019. • 2020. 2021. • 2022. • 2023. • 2024. • 2025. |                   |